# Steinhof (Aeschi)
Steinhof (toponimo tedesco) è una frazione di 142 abitanti del comune svizzero di Aeschi, nel Canton Soletta (distretto di Wasseramt).

## Geografia fisica
Steinhof è un'exclave del Canton Soletta nel Canton Berna.

## Storia

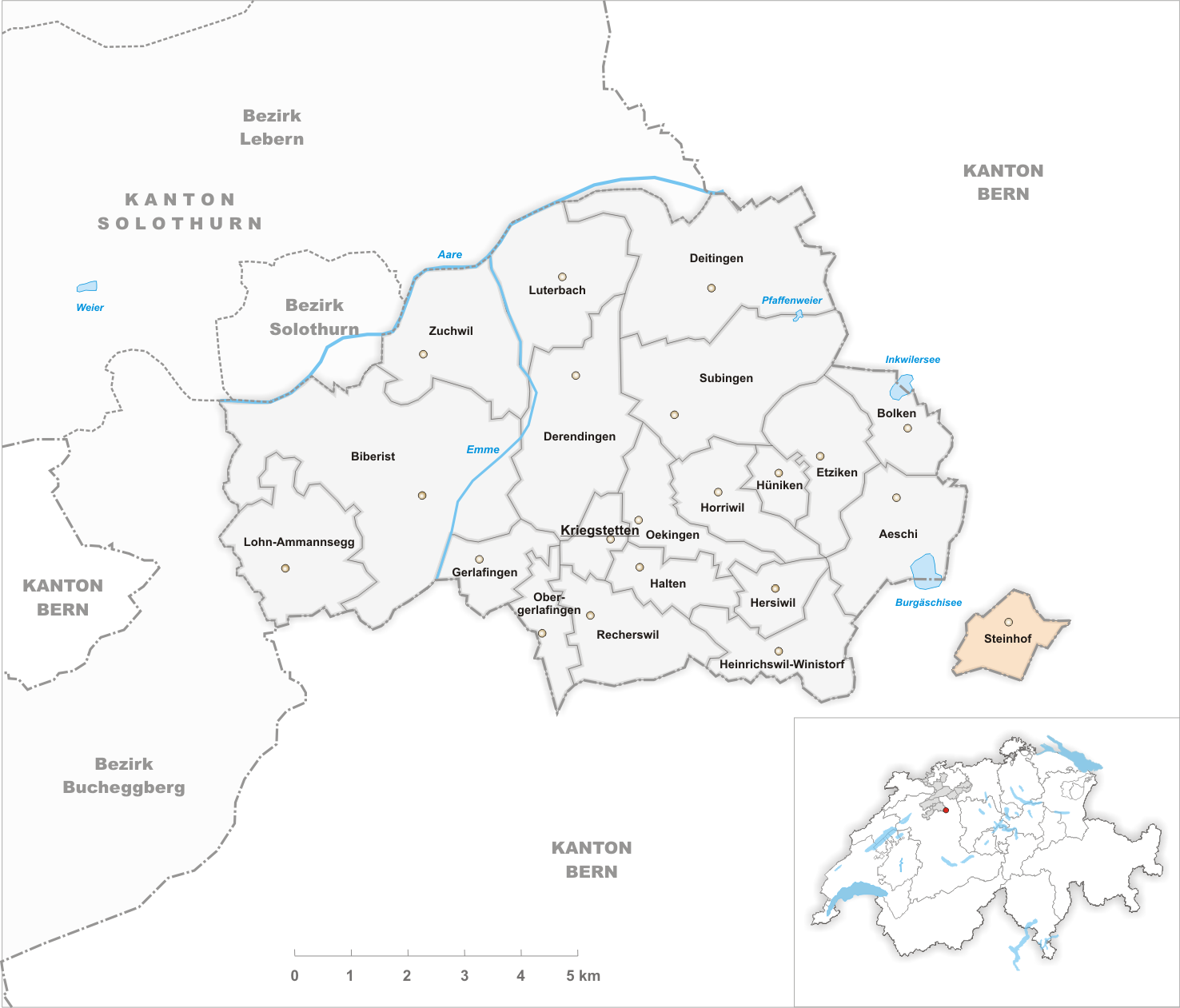
Il territorio del comune di Steinhof prima degli accorpamenti comunali del 2012

Fino al 31 dicembre 2011 è stato un comune autonomo che si estendeva per 1,63 km²; il 1º gennaio 2012 è stato accorpato al comune di Aeschi.